# Robert Forell
Johann Robert Peter Jakob Forell (* 27. April 1858 in Bockenheim; † 18. Mai 1927 in Frankfurt am Main) war ein deutscher Maler.

## Leben

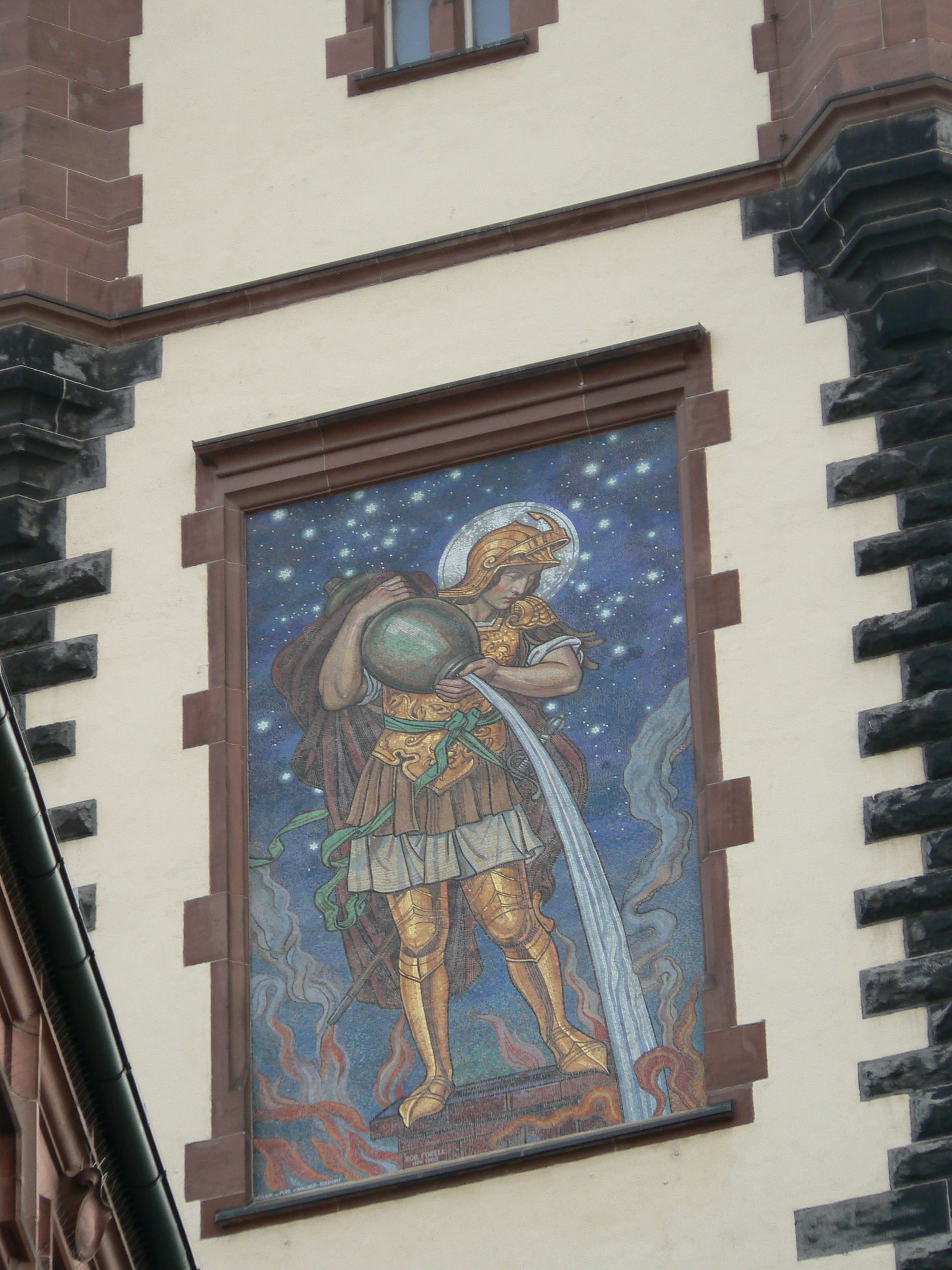
Der heilige Florian, Glasmosaik von Robert Forell am Rathausturm, Frankfurt am Main 1902

Zunächst wurde er Schüler des Zeichenlehrers Heinrich Hasselhorst an der Städelschule in Frankfurt am Main. 1874 hielt er sich erstmals, zusammen mit seinem Malerfreund German Grobe, im Gasthaus Haase in Willingshausen auf, einem Treffpunkt der Willingshäuser Malerkolonie. Forell traf dort u. a. auf Hermann Sondermann und Fritz Sonderland, auf Werner Leineweber und Adolf Lins von der Düsseldorfer Malerschule. In der Städelschule wechselte er 1875 in die Klasse von Professor Eduard Jakob von Steinle, wo er bis 1880 blieb. Anschließend zog es ihn an die Düsseldorfer Kunstakademie. Von 1880 bis 1887 waren dort Wilhelm Sohn, Carl Ernst Forberg, Eduard Gebhardt und Julius Roeting seine Lehrer. Auch unternahm er in dieser Zeit Studienaufenthalte nach Holland, der Schweiz und nach Italien.

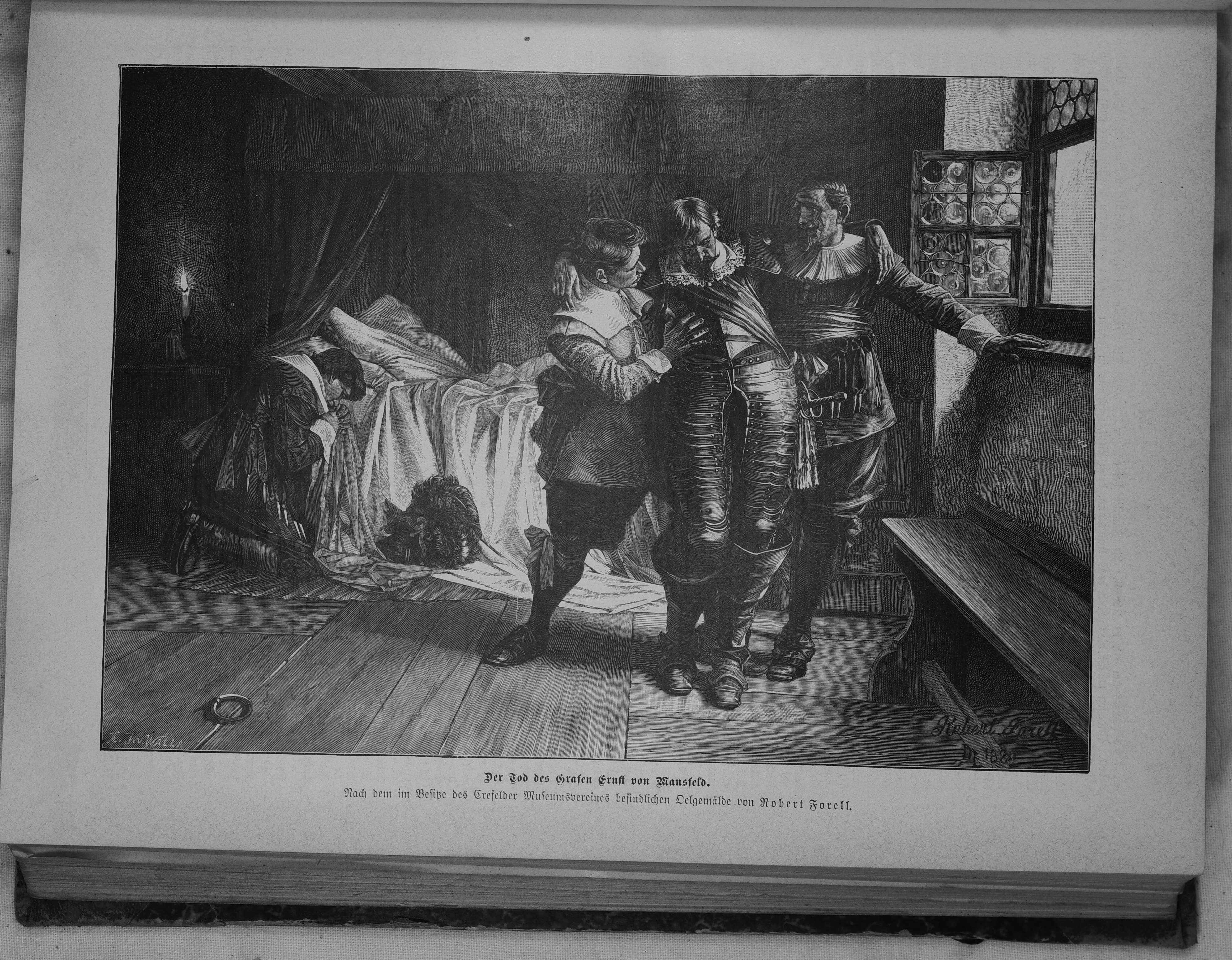
Der Tod des Grafen Ernst von Mansfeld, Stahlstich nach einem im Besitz des Krefelder Museumsvereins befindlichen Ölgemäldes von Robert Forell, Die Gartenlaube (1891)

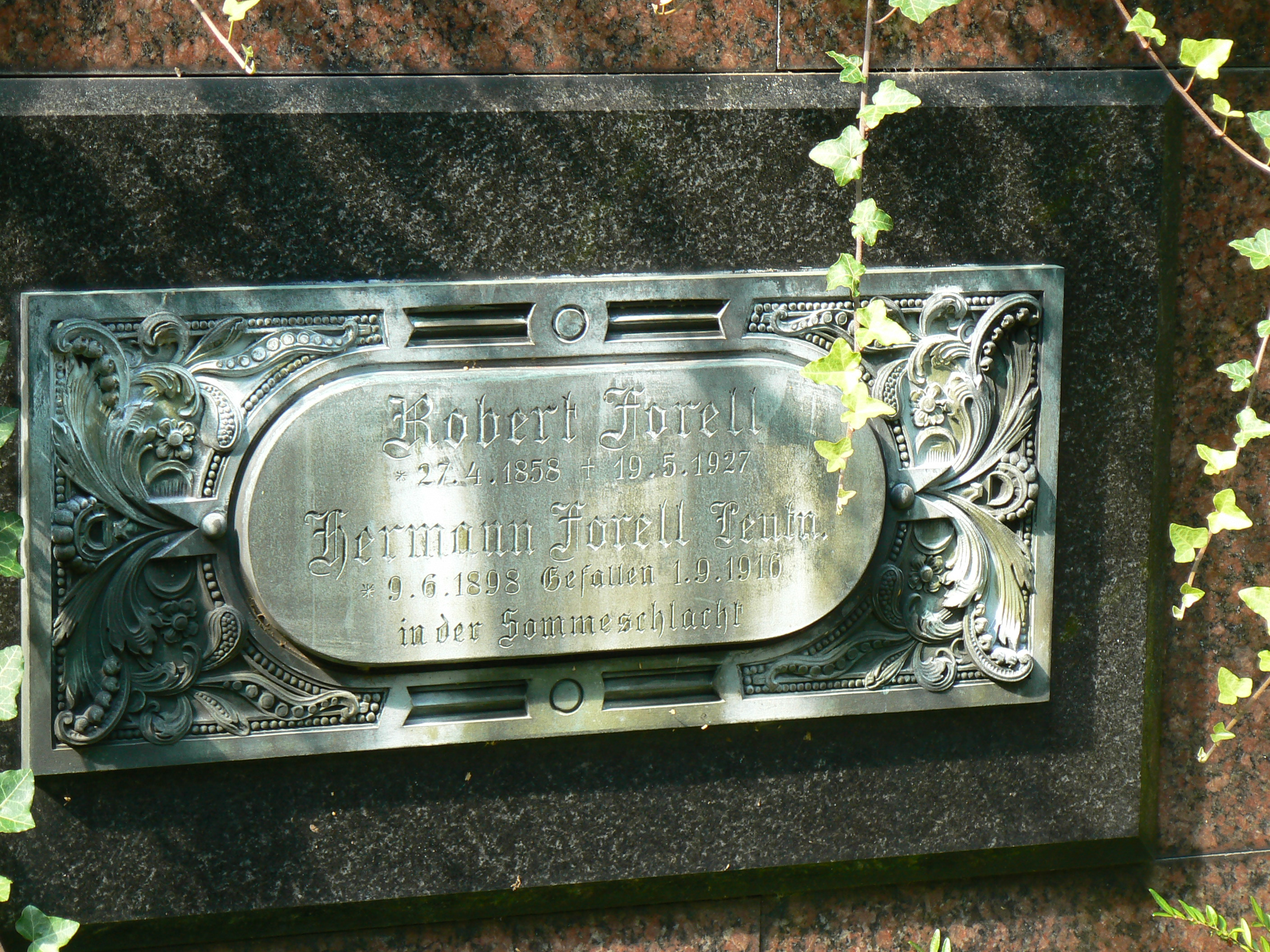
Grabplatte von Robert Forell

Ab 1891 ließ er sich wieder in Frankfurt am Main nieder und war als Vertreter der romantischen Richtung vor allem als Historien- und Genremaler, später auch als Landschaftsmaler tätig. Er war Mitglied der Frankfurter Künstlergesellschaft und übernahm 1902 deren Vorsitz. Ihm wurde die III. Klasse des Königlich Preußischen Kronen-Ordens verliehen.
Die Grabplatte von Robert Forell auf dem „neuen“ Bockenheimer Friedhof an der Ginnheimer Landstraße ist ein Teil des aufwendigen Gesamtkunstwerks der Familiengrabstätte Knodt-Forell-Kramer ebenda, hergestellt von der 1930 untergegangenen Bockenheimer Bildgießerei Knodt AG.

## Werke (Auswahl)
- Aquarell als Ehrengeschenk der Stadt Frankfurt am Main zu Bismarcks 80. Geburtstag
- Selbstbildnis
- Glasmosaik Der heilige Florian am Turm „Langer Franz“ des Rathausneubaus von Frankfurt am Main, 1902
- Porträt des Johann Hartmann Beyer (1563–1625), Mathematiker, Mediziner, Naturforscher, 1907
- Badende bei Mondschein, 1858, 42 cm × 30 cm, Öl auf Leinwand/Malplatte
- Der Gewappnete, Ritter vor den Burgmauern, 1926, 96 × 119 cm, Öl auf Leinwand